# Домашний чемпионат Великобритании 1900
Домашний чемпионат Великобритании 1900 — семнадцатый розыгрыш Домашнего чемпионата, футбольного турнира с участием сборных четырёх стран Великобритании (Англии, Шотландии, Уэльса и Ирландии) Победу в соревновании одержала сборная Шотландии, став десятикратным чемпионом.

## Таблица
| Поз | Команда       | И | В | Н | П | МЗ | МП | РМ | О |
| --- | ------------- | - | - | - | - | -- | -- | -- | - |
| 1   | Шотландия (Ч) | 3 | 3 | 0 | 0 | 12 | 3  | +9 | 6 |
| 2   | Уэльс         | 3 | 1 | 1 | 1 | 5  | 6  | −1 | 3 |
| 2   | Англия        | 3 | 1 | 1 | 1 | 4  | 5  | −1 | 3 |
| 4   | Ирландия      | 3 | 0 | 0 | 3 | 0  | 7  | −7 | 0 |

## Матчи
| Шотландия                                           | 5:2     | Уэльс                    |
| --------------------------------------------------- | ------- | ------------------------ |
| - Белл 2′ - Уилсон 7′ 35′ - Хэмилтон 37′ - Смит 61′ | (отчёт) | - Пэрри 45′ - Батлер 60′ |

| Уэльс                     | 2:0     | Ирландия |
| ------------------------- | ------- | -------- |
| - Пэрри 73′ - Мередит 87′ | (отчёт) |          |

| Ирландия | 0:3     | Шотландия                    |
| -------- | ------- | ---------------------------- |
|          | (отчёт) | - Кэмпбелл 8′ 83′ - Смит 23′ |

| Ирландия | 0:2     | Англия                            |
| -------- | ------- | --------------------------------- |
|          | (отчёт) | - Кокрейн 12′ (авт.) - Сейгар 16′ |

| Уэльс       | 1:1     | Англия    |
| ----------- | ------- | --------- |
| Мередит 55′ | (отчёт) | Уилсон 3′ |

| Шотландия                      | 4:1     | Англия     |
| ------------------------------ | ------- | ---------- |
| - Макколл 1′ 25′ 44′ - Белл 6′ | (отчёт) | Блумер 35′ |

## Чемпион
| Чемпион Великобритании 1900 |
| Шотландия Десятый титул     |

## Бомбардиры
- 3 гола
  -  Роберт Макколл

- 2 гола
  -  Билли Мередит
  -  Том Пэрри[англ.]
  -  Джек Белл[англ.]
  -  Джонни Кэмпбелл
  -  Алек Смит[англ.]
  -  Дэвид Уилсон